# 나탈리아 히메니즈
나탈리아 히메니즈(Natalia Jiménez, 1981년 12월 29일 ~ )는 스페인의 싱어송라이터이다.
2000년에 라 킨타 에스타시온으로 데뷔하여 2010년까지 활동했다. 2010년 라 킨타 에스타시온이 해체하자 솔로로 전향했다.
2008년에 라 오레하 데 반 고흐에서 아마이아 몬테이로가 탈퇴하자 라 오레하 데 반 고흐의 보컬 후임자 후보군 중 한 명이었으나 레이레 마르티네스가 발탁되면서 라 오레하 데 반 고흐로 들어가진 않았다.
2015년 다니엘 트루에바와 결혼했다.
음색이 여자라기 보다는 남자 어린이와 비슷하다.